# 폰페이어군
폰페이어군(영어: Pohnpeic languages, Ponapeic)은 오스트로네시아어족 미크로네시아어군에 속하는 추크폰페이어군의 하위 어군이다. 폰페이어군 언어들은 미크로네시아 연방의 폰페이주에서 주로 사용된다.

## 구성 언어
- 모킬어
- 핀지랩어
- 폰페이어
- 사푸아피크어[3]

## 혁신 사항
폰페이어군은 친연 관계가 가까운 추크어군과 구별되는 독자적으로 발달한 혁신 사항들이 있다. 그 중 하나는 비음 대체로, 겹자음의 첫 요소가 조음 위치가 같은 비음이 되는 것이다. 이러한 변화의 예시로는 추크폰페이조어 */kkaŋ/ '날카롭다'가 모킬어에서는 /iŋkɔŋ/이지만 추크어에서는 /kken/이 된 것이 있다.

## 음운론
| 오세아니아조어   | *mp | *mp,ŋp | *p     | *m | *m,ŋm | *k | *ŋk   | *ŋ | *y | *w | *t             |    | *s,nj | *ns,j | *j | *nt,nd | *d,R | *l | *n | *ɲ              |
| 미크로네시아조어 | *p  | *pʷ    | *f     | *m | *mʷ   | *k | *x    | *ŋ | *y | *w | *t             | *T | *s    | *S    | *Z | *c     | *r   | *l | *n | *ɲ              |
| 추크폰페이조어   | *p  | *pʷ    | *f     | *m | *mʷ   | *k | *∅,r3 | *ŋ | *y | *w | *t             | *j | *t    | *t    | ∅  | *c     | *r   | *l | *n | *ɲ              |
| 폰페이조어       | *p1 | *pʷ    | *p, ∅2 | *m | *mʷ   | *k | *∅,r3 | *ŋ | *y | *w | *j,∅1{_i,u,e4} | *j | *t̻    | *t̻    | ∅  | *c     | *r   | *l | *n | *∅,n{고모음 V_} |

1 폰페이어군에서는 겹자음을 조음 위치가 같은 비음-장애음 연쇄로 실현한다.

2 /i/ 앞에서 종종

3 /a/ 앞

4 미크로네시아조어 *e 앞에서는 산발적으로 *∅에 대응된다.

## 재구된 어휘
| 폰페이조어      | 한국어 해석  | 오늘날의 대응형                     |
| --------------- | ------------ | ----------------------------------- |
| *cana-k,cana-ko | 걸다, 걸리다 | 폰페이어 tɛnɛ-k, 모킬어 sɔnɔ        |
| *palia          | 모레         | 폰페이어 pali, 모킬어 pali          |
| *payipayi       | 성게         | 폰페이어 pɛypɛy, 모킬어 pɔypɔy      |
| *wara           | 목           | 폰페이어 wɛrɛ '그의 목', 모킬어 wɔr |